# FK Krasnodar
Nezaměňovat s FK Kubáň Krasnodar.
Futbolnyj klub Krasnodar (rusky: Футбольный клуб «Краснодар») je ruský fotbalový klub sídlící ve městě Krasnodar. Založen byl v roce 2008. Hřištěm klubu je nově postavený stadion Krasnodar s kapacitou 33 000 diváků.
Ruskou nejvyšší soutěž Krasnodar hraje od roku 2011. Jeho největším dosavadním úspěchem je 3. místo v této soutěži v sezóně 2015 a postup ze základní skupiny Evropské ligy v sezóně 2015/16. Do evropských pohárů se klub prvně podíval v ročníku 2014/15.
Zakladatelem a majitelem klubu je ruský miliardář Sergej Galickij, vlastník maloobchodního řetězce Magnit, největšího v Rusku. Podle časopisu Forbes Galickij disponuje osmi miliardami dolarů.
Hráčům Krasnodaru se přezdívá "Býci", neboť černý býk je ve znaku klubu. Klubovými barvami jsou zelená, bílá a černá.

## Umístění v jednotlivých sezonách
Zdroj: 
Legenda: Z - zápasy, V - výhry, R - remízy, P - porážky, VG - vstřelené góly, OG - obdržené góly, +/- - rozdíl skóre, B - body, červené podbarvení - sestup, zelené podbarvení - postup, fialové podbarvení - reorganizace, změna skupiny či soutěže
| Rusko (2008 – ) |                            |        |    |    |    |    |    |    |     |     |        |
| Sezóny          | Liga                       | Úroveň | Z  | V  | R  | P  | VG | OG | B   | +/- | Pozice |
| 2008            | Vtoroj divizion - zona Jug | 3      | 34 | 22 | 6  | 6  | 60 | 23 | +37 | 72  | 3.     |
| 2009            | Pervyj divizion            | 2      | 38 | 14 | 10 | 14 | 50 | 47 | +3  | 52  | 10.    |
| 2010            | Pervyj divizion            | 2      | 38 | 17 | 10 | 11 | 60 | 44 | +16 | 61  | 5.     |
| 2011/12         | Premier Liga               | 1      | 44 | 16 | 13 | 15 | 58 | 61 | -3  | 61  | 9.     |
| 2012/13         | Premier Liga               | 1      | 30 | 12 | 6  | 12 | 45 | 39 | +6  | 42  | 10.    |
| 2013/14         | Premier Liga               | 1      | 30 | 15 | 5  | 10 | 46 | 39 | +7  | 50  | 5.     |
| 2014/15         | Premier Liga               | 1      | 30 | 17 | 9  | 4  | 52 | 27 | +25 | 60  | 3.     |
| 2015/16         | Premier Liga               | 1      | 30 | 16 | 8  | 6  | 54 | 25 | +29 | 56  | 4.     |
| 2016/17         | Premier Liga               | 1      | 30 | 12 | 13 | 5  | 40 | 22 | +18 | 49  | 4.     |
| 2017/18         | Premier Liga               | 1      | 30 | 16 | 6  | 8  | 46 | 30 | +16 | 54  | 4.     |
| 2018/19         | Premier Liga               | 1      | 30 | 16 | 8  | 6  | 55 | 23 | +32 | 56  | 3.     |
| 2019/20         | Premier Liga               | 1      | 30 | 14 | 10 | 6  | 49 | 30 | +19 | 52  | 3.     |
| 2020/21         | Premier Liga               | 1      | 30 |    |    |    |    |    |     |     |        |

## Výsledky v evropských pohárech
| Ročník  | Soutěž             | Kolo               | Soupeř               | Doma | Venku | Celkem | Postup             |
| ------- | ------------------ | ------------------ | -------------------- | ---- | ----- | ------ | ------------------ |
| 2014/15 | Evropská liga UEFA | 2. předkolo        | JK Sillamäe Kalev    | 5:0  | 4:0   | 9:0    | postup             |
| 2014/15 | Evropská liga UEFA | 3. předkolo        | Diósgyőri VTK        | 3:0  | 5:1   | 8:1    | postup             |
| 2014/15 | Evropská liga UEFA | 4. předkolo        | Real Sociedad        | 3:0  | 0:1   | 3:1    | postup             |
| 2014/15 | Evropská liga UEFA | Základní skupina H | Lille OSC            | 1:1  | 1:1   |        | vyřazen (3. místo) |
| 2014/15 | Evropská liga UEFA | Základní skupina H | VfL Wolfsburg        | 2:4  | 1:5   |        | vyřazen (3. místo) |
| 2014/15 | Evropská liga UEFA | Základní skupina H | Everton FC           | 1:1  | 1:0   |        | vyřazen (3. místo) |
| 2015/16 | Evropská liga UEFA | 3. předkolo        | ŠK Slovan Bratislava | 2:0  | 3:3   | 5:3    | postup             |
| 2015/16 | Evropská liga UEFA | 4. předkolo        | HJK Helsinki         | 5:1  | 0:0   | 5:1    | postup             |
| 2015/16 | Evropská liga UEFA | Základní skupina C | Borussia Dortmund    | 1:0  | 1:2   |        | postup (1. místo)  |
| 2015/16 | Evropská liga UEFA | Základní skupina C | PAOK FC              | 2:1  | 0:0   |        | postup (1. místo)  |
| 2015/16 | Evropská liga UEFA | Základní skupina C | Qəbələ FK            | 2:1  | 3:0   |        | postup (1. místo)  |
| 2015/16 | Evropská liga UEFA | Šestnáctifinále    | AC Sparta Praha      | 0:3  | 0:1   | 0:4    | vyřazen            |

## Krasnodar-2
Krasnodar-2 je rezervním týmem Krasnodaru. Založen byl v roce 2013. Největšího úspěchu dosáhl v sezóně 2015/16, kdy se v PFL (3. nejvyšší soutěž) umístil na 3. místě.

### Umístění v jednotlivých sezonách
Zdroj: 
Legenda: Z - zápasy, V - výhry, R - remízy, P - porážky, VG - vstřelené góly, OG - obdržené góly, +/- - rozdíl skóre, B - body, červené podbarvení - sestup, zelené podbarvení - postup, fialové podbarvení - reorganizace, změna skupiny či soutěže
| Rusko (2013 – ) |                            |        |    |    |   |    |    |    |     |     |        |
| Sezóny          | Liga                       | Úroveň | Z  | V  | R | P  | VG | OG | B   | +/- | Pozice |
| 2013/14         | PFL - zona Jug             | 3      | 34 | 7  | 6 | 21 | 35 | 66 | -31 | 27  | 17.    |
| 2014/15         | PFL - zona Jug, gruppa 1   | 3      | 14 | 3  | 1 | 10 | 15 | 24 | -9  | 10  | 7.     |
| 2014/15         | Jug, turnij za 13-18 mesta | 3      | 10 | 5  | 1 | 4  | 19 | 17 | +2  | 16  | 16.    |
| 2015/16         | PFL - zona Jug             | 3      | 26 | 14 | 6 | 6  | 53 | 26 | +27 | 48  | 3.     |
| 2016/17         | PFL - zona Jug             | 3      |    |    |   |    |    |    |     |     |        |